# صندوق ميناء كراتشي

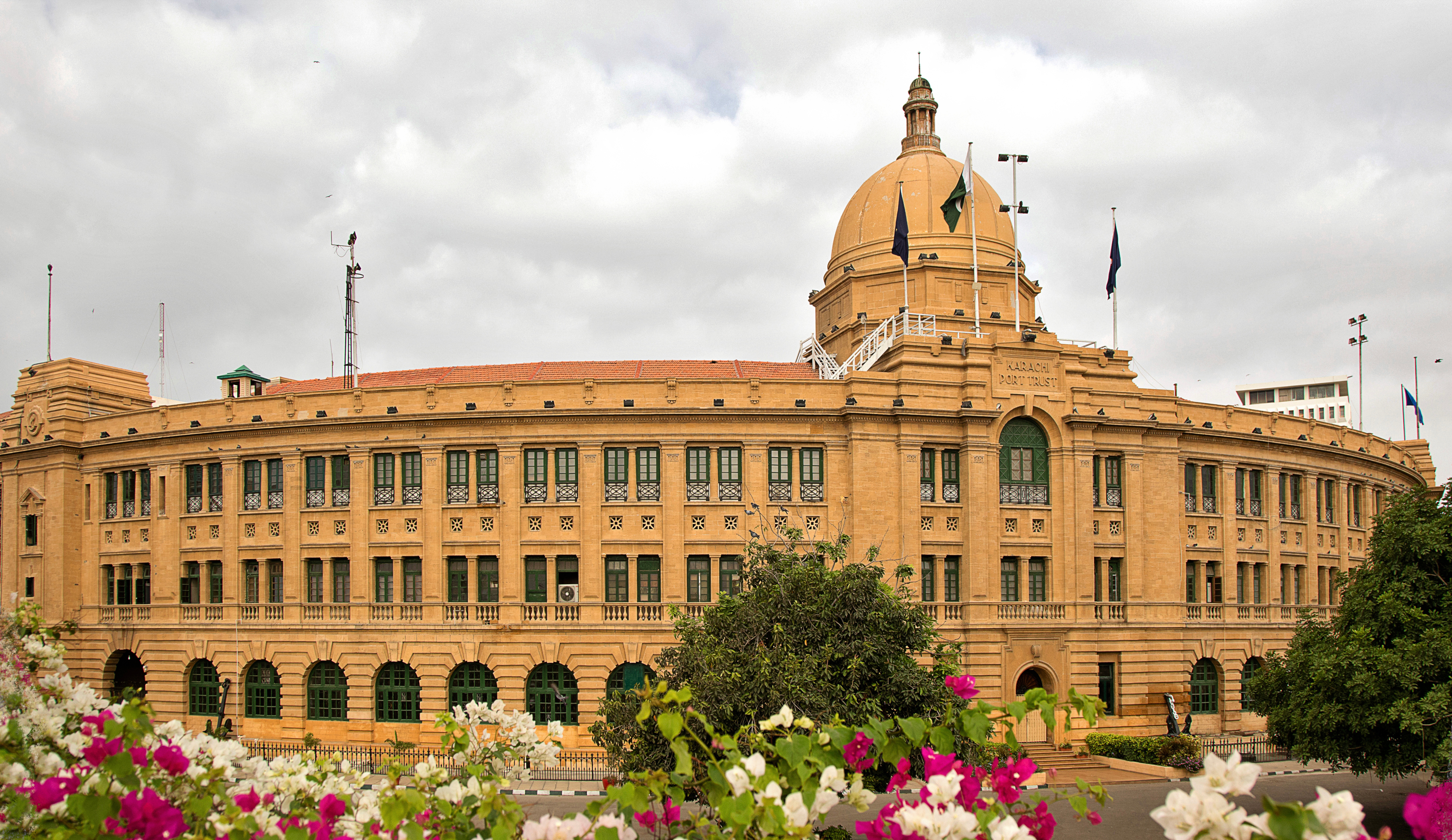
مبنى المكتب الرئيسي لهيئة ميناء كراتشي

صندوق ميناء كراتشي هي وكالة حكومية فيدرالية باكستانية تخضع للرقابة الإدارية للأمين البحري الاتحادي الذي يشرف على عمليات ميناء كراتشي، أحد أكبر الموانئ البحرية العميقة وأكثرها ازدحامًا في جنوب آسيا والذي يتعامل مع حوالي 60٪ من شحنات البلاد. يقع المقر الرئيسي للوكالة في مبنى أمانة ميناء كراتشي الذي يعود إلى الحقبة الاستعمارية.
بين عامي 1880 و1887 كان الميناء يديره مجلس ميناء كراتشي. ثم تم إنشاء صندوق ميناء كراتشي بموجب القانون الرابع لعام 1886 اعتبارًا من 1 أبريل 1887.
يُدار ميناء كراتشي من قبل مجلس أمناء صندوق ميناء كراتشي، يتألف من الرئيس و10 أمناء. الرئيس المعين من قبل الحكومة الاتحادية هو الرئيس التنفيذي. الرئيس الحالي هو نادر ممتاز واريش. يساعد رئيس مجلس الإدارة ستة مدراء عامين. حوالي 4.748 عاملا و315 ضابطًا يعملون في الصندوق.